# Tribonanthes brachypetala
Tribonanthes brachypetala är en enhjärtbladig växtart som beskrevs av John Lindley. Tribonanthes brachypetala ingår i släktet Tribonanthes och familjen Haemodoraceae. Inga underarter finns listade.